# Centroclisis taramassoi
Centroclisis taramassoi är en insektsart som först beskrevs av Navás 1932.  Centroclisis taramassoi ingår i släktet Centroclisis och familjen myrlejonsländor. Inga underarter finns listade i Catalogue of Life.